# فوساستیم
فوساستیم (به انگلیسی: Phosacetim) با فرمول شیمیایی C۱۴H۱۳Cl۲N۲O۲PS یک ترکیب شیمیایی با شناسه پاب‌کم ۹۵۷۰۱۶۸ است. که جرم مولی آن ۳۷۵٫۲۱ g/mol می‌باشد. 